# Jablonec (Libčeves)
Jablonec (německy Jablonitz) je malá vesnice, část obce Libčeves v okrese Louny. Nachází se asi 2,5 km na západ od Libčevsi. V roce 2011 zde trvale žilo 32 obyvatel.
Jablonec leží v katastrálním území Jablonec u Libčevsi o rozloze 2,72 km².

## Historie
První písemná zmínka o vesnici pochází z roku 1318. V roce 1517 Jablonec patřil k majetku Kuneše z Tloskova, který sídlil na tvrzi v Kozlech.

## Obyvatelstvo
Při sčítání lidu v roce 1921 zde žilo 119 obyvatel (z toho šedesát mužů), z nichž bylo 22 Čechoslováků a 97 Němců. Kromě jedenácti lidí bez vyznání se hlásili k římskokatolické církvi. Podle sčítání lidu z roku 1930 měla vesnice 128 obyvatel: 23 Čechoslováků a 105 Němců. S výjimkou jednoho člověka bez vyznání byli římskými katolíky.
|                                                                               | 1869 | 1880 | 1890 | 1900 | 1910 | 1921 | 1930 | 1950 | 1961 | 1970 | 1980 | 1991 | 2001 | 2011 | 2021 |
| ----------------------------------------------------------------------------- | ---- | ---- | ---- | ---- | ---- | ---- | ---- | ---- | ---- | ---- | ---- | ---- | ---- | ---- | ---- |
| Obyvatelé                                                                     | 159  | 188  | 150  | 159  | 147  | 119  | 128  | 67   | 64   | 57   | 50   | 30   | 21   | 32   | 36   |
| Domy                                                                          | 32   | 33   | 33   | 35   | 35   | 33   | 31   | 34   | —    | 15   | 13   | 15   | 18   | 19   | 20   |
| Počet domů z roku 1961 je zahrnut v celkovém počtu domů místní části Hořenec. |      |      |      |      |      |      |      |      |      |      |      |      |      |      |      |

## Obecní správa
Při sčítání lidu v letech 1869–1921 Jablonec byl osadou obce Libčeves, se kterým patřil nejprve do okresu Teplice, ale v letech 1900–1921 v okrese Duchcov. V roce 1930 byl samostatnou obcí v okrese Duchcov. V roce 1950 byla osadou obce Hořenec v okrese Bílina. Od roku 1964 je znovu částí obce Libčeves v okrese Louny.